# Смиљковци
Смиљковци (мкд. Смиљковци) су насеље у Северној Македонији, у северном делу државе. Смиљковци припадају градској општини Гази Баба града Скопља. Насеље је северно предграђе главног града.

## Географија
Смиљковци су смештени у северном делу Северне Македоније. Од најближег већег града, Скопља, насеље је удаљено 8 km северно.
Насеље Смиљковци је у оквиру историјске области Црногорје и положено је у јужном подножју Скопске Црне Горе. Северно од насеља изидже се планина, а јужно се пружа Скопско поље, које је плодно и густо насељено. Надморска висина насеља је приближно 280 метара.
Месна клима је блажи облик континенталне климе због слабог утицаја Егејског мора (жарка лета).

## Историја
12. априла 2012. године код Смиљковаца, на оближњем Смиљковаком језеру, десило се петоструко убиство пет младића македонске народности.

## Становништво
Смиљковци су према последњем попису из 2002. године имали 345 становника.
Претежно становништво у насељу су етнички Македонци (99%). Остало су махом Срби.
Већинска вероисповест је православље.